# 펀치 (공구)

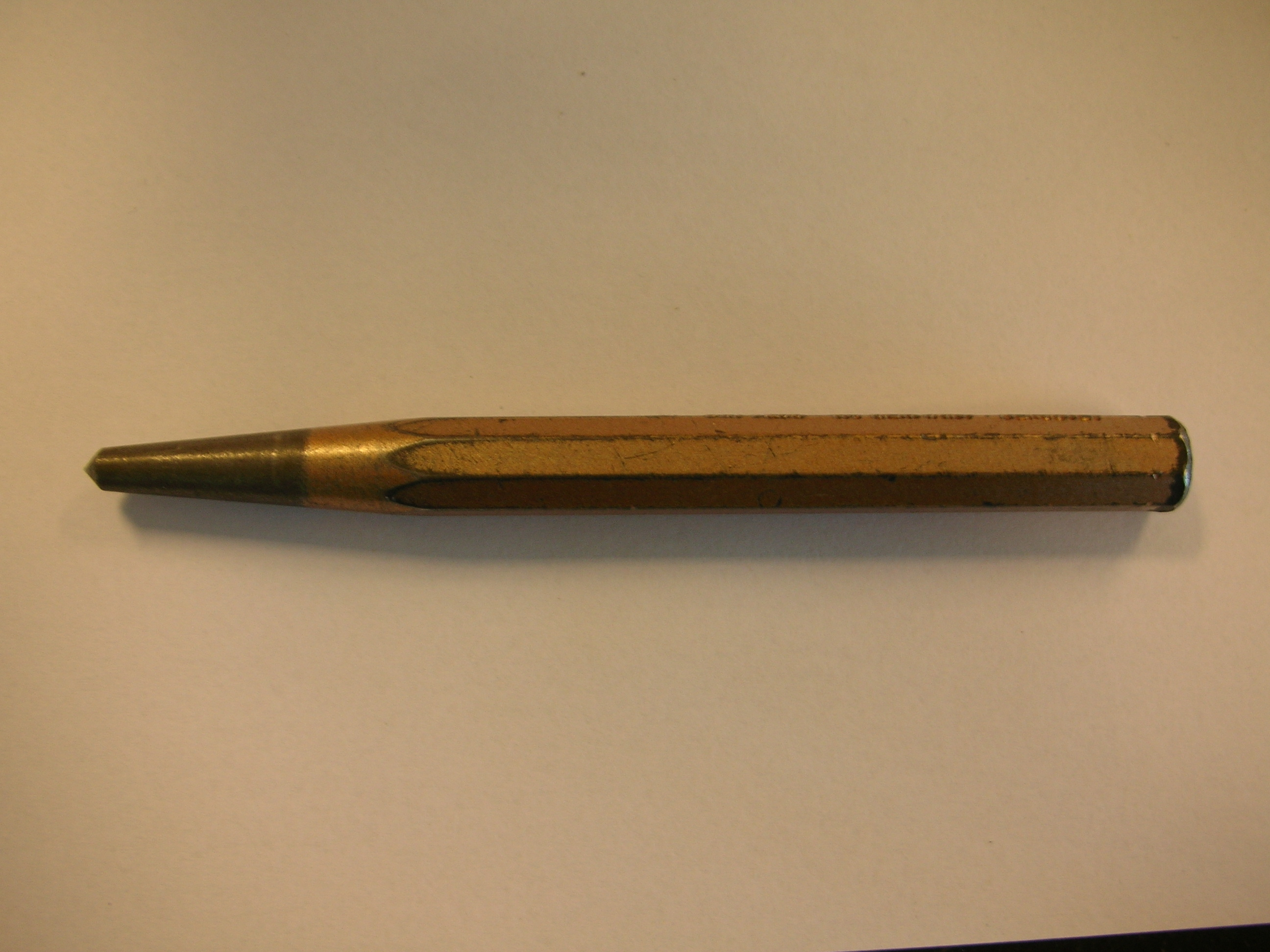
펀치

펀치(영어: punch)는 드릴로 구멍을 열려고 할 때 구멍의 중심을 드릴 끝이 도망가지 않도록 마킹하는 공구이다.
펀치는 단단한 표면을 통해 구멍을 뚫거나 만드는 데 사용되는 도구이다. 일반적으로 한쪽 끝에는 끝이 좁고 다른 쪽 끝에는 넓고 평평한 "버트"가 있는 단단한 금속 막대로 구성된다. 사용 시 좁은 쪽 끝이 목표 표면을 가리키고 넓은 쪽 끝을 망치나 망치로 치면 타격의 무딘 힘이 막대 몸체 아래로 전달되고 작은 영역에 더 날카롭게 집중된다. 일반적으로 목공예가는 볼핀 해머를 사용하여 천공한다.

## 같이 보기
- 구멍뚫기